# The Kennedy Veil
The Kennedy Veil ist eine US-amerikanische Technical-Death-Metal-Band aus Sacramento, Kalifornien, die im Jahr 2009 gegründet wurde.

## Geschichte
Die Band wurde im Jahr 2009 gegründet und bestand aus dem Gitarristen Casey Childers, dem Schlagzeuger Gabe Seeber, ebenfalls bei Decrepit Birth tätig, dem Sänger Cody Walker und dem Bassisten Shawn Peterson. Daraufhin nahm die Band ihr erstes Album namens The Sentence of Their Conqueror unter der Leitung von Josh Williams in den Metal Works Studios auf. Nachdem das Album im Mai 2011 veröffentlicht worden war, folgten Auftritte zusammen mit Cephalic Carnage, Exhumed, Cattle Decapitation, Macabre, Decrepit Birth, Origin, Divine Heresy und Abysmal Dawn. Im selben Jahr wurde Unique Leader Records auf die Band aufmerksam und nahm diese unter Vertrag. Im Oktober 2012 verließ Sänger Cody Walker die Band und wurde durch Taylor Wientjes ersetzt. Im selben Jahr arbeitete die Band an ihrem zweiten Album, das im Januar 2014 unter dem Namen Trinity of Falsehood erschien.

## Stil
Laut Blabbermouth.net wurde die Band stark durch Gruppen wie Deicide, Morbid Angel, Suffocation, Origin, Psycroptic und Decapitated beeinflusst. Laut Perran Helyes von soundandmotionmag.com spiele die Band auf Trinity of Falsehood klassischen Technical Death Metal, wobei die Liedstrukturen noch immer nachvollziehbar seien. Sie hob vor allem das Schlagzeugspiel hervor, das schnelle Doublebass und Blastbeats, sowie komplexe Rhythmen aufweise. Der gutturale Gesang von Taylor Wientjes bewege sich klanghöhenmäßig meist im mittleren Bereich.

## Diskografie
- 2011: The Sentence of Their Conqueror (Album, Eigenveröffentlichung)
- 2014: Trinity of Falsehood (Album, Unique Leader Records)
- 2017: Imperium